# Charlton (Northumberland)
Charlton – wieś w Anglii, w hrabstwie Northumberland. Leży 50 km na północny zachód od miasta Newcastle upon Tyne i 431 km na północ od Londynu.